# Ley DADVSI

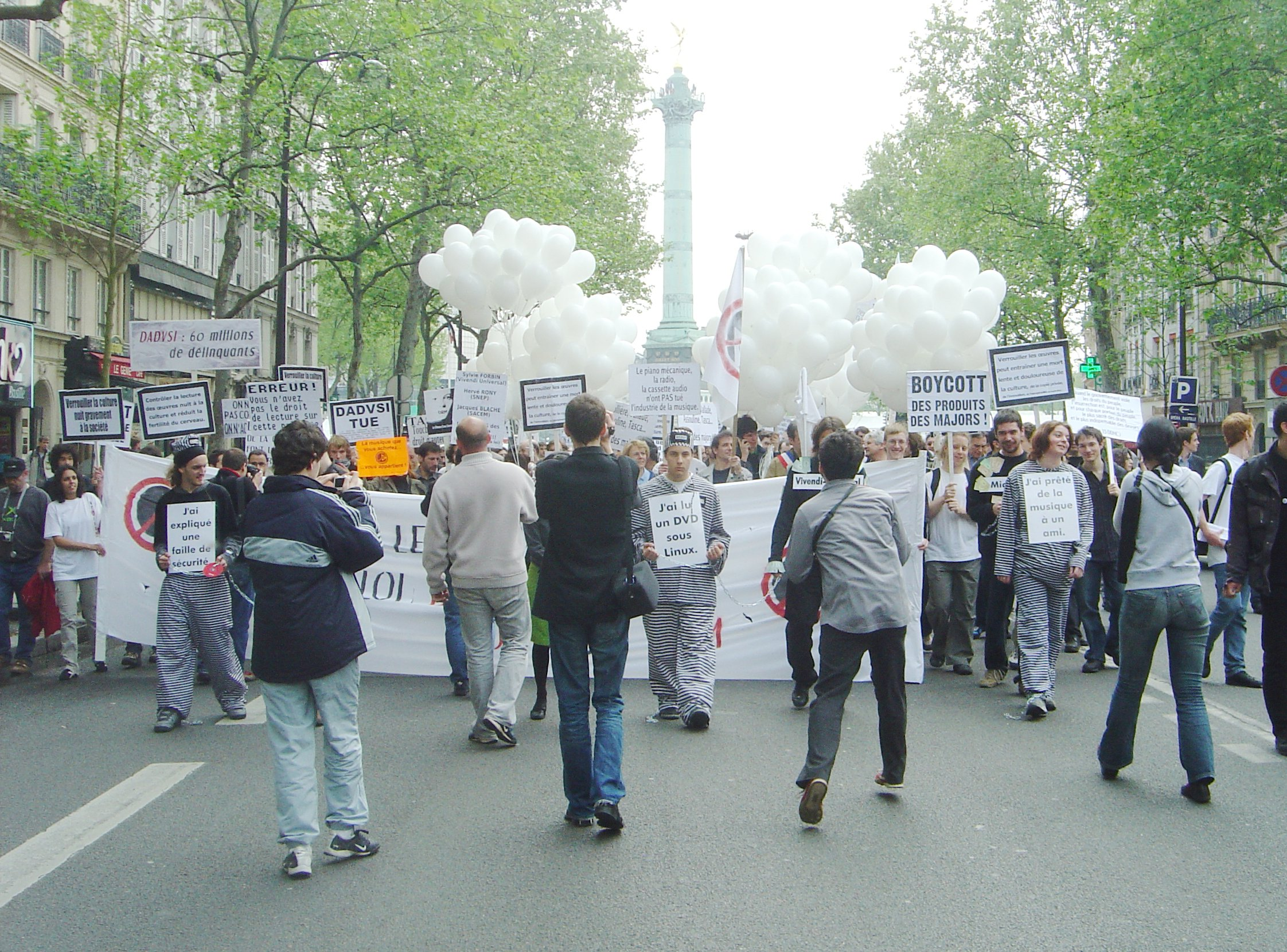
Manifestación en París el 6 de mayo de 2006.

La ley DADVSI, de las siglas en francés de Derechos de autor y derechos conexos, en la sociedad de la información (Droit d’auteur et droits voisins dans la société de l’information), es una ley francesa resultante de la trasposición al derecho francés de la Directiva de la Unión Europea sobre derecho de autor (Directiva 2001/29CE) sobre la armonización de ciertos aspectos en materia de derechos de autor y derechos conexos en la sociedad de la información.

## Posturas
- Sus promotores la elogian como una solución a los problemas de la llamada piratería informática y audiovisual, protegiendo la gestión digital de derechos (DRM), que es el conjunto de protecciones digitales que limitan la copia o la utilización, con el alegado fin de luchar contra la violación de la propiedad intelectual.
- Sus oponentes denuncian las amenazas que esta ley representa para las libertades individuales y, notablemente, para el software libre (la simple lectura de un CD o un DVD con software libre pasaría a ser ilegal), así como en la enseñanza y en las bibliotecas públicas.

## Historia
El proyecto de ley fue presentado por el diputado Christian Vanneste, de la Unión por un Movimiento Popular. El examen por parte de la Asamblea Nacional francesa, que estaba previsto que tuviera lugar del 20 al 22 de diciembre de 2005 mediante el procedimiento de urgencia, fue prolongado más allá del receso parlamentario, sobre todo por razón de dos enmiendas (idénticas) que extienden la excepción para la copia privada a las descargas de obras por internet.
El proyecto de ley fue adoptado por la Asamblea Nacional en marzo. Tras algunas modificaciones, fue adoptado por el Senado en mayo de 2006, y pasó por la Comisión Mixta Paritaria en junio para llegar a un texto conjunto.
Este texto fue aprobado por la Asamblea Nacional y el Senado el 30 de junio de 2006, y luego fue examinado por el Consejo Constitucional, que censuró ciertos pasajes. La ley se promulgó el 1 de agosto de 2006 y se publicó en el Diario Oficial el 3 de agosto de 2006.